# 이디톨
이디톨(영어: iditol)은 갈락토키네이스 결핍으로 축적되는 당알코올이다.

## 같이 보기
- 이도스
- 알도스 환원효소
- L-이디톨 2-탈수소효소